# Eneritz Iturriaga
Eneritz Iturriagaetxebarria Mazaga (Abadiano, Vizcaya, País Vasco, 16 de septiembre de 1980) es una exciclista profesional española. Debido a su palmarés es una de las mejores corredoras españolas, acumulando 6 campeonatos nacionales y llegando a ser 10.ª en el Giro de Italia de 2006. Sin embargo, sus continuas lesiones le han impedido llegar a destacar internacionalmente más allá de algún puesto, como el mencionado en el Giro, o alguna victoria puntual.
Fuera del deporte participó en el reality show de El conquistador del fin del mundo a finales del 2008, programa emitido los primeros meses del 2009.
En 2012, tras disputar el Mundial en Ruta, anunció su retirada.

## Palmarés

### Carretera
2002
- Campeonato de España Contrarreloj

2003
- Campeonato de España en Ruta
- 2.ª en el Campeonato de España Contrarreloj

2004
- 2.ª en el Campeonato de España Contrarreloj
- 1 etapa de la Holland Ladies Tour

2005
- Campeonato de España Contrarreloj

2006
- Campeonato de España Contrarreloj
- 2.ª en el Campeonato de España en Ruta

2007
- Campeonato de España Carrera por Puntos
- 3.ª en el Campeonato de España Persecución

2008
- 1 etapa del Trophée d'Or Féminin

2009
- Campeonato de España Persecución por Equipos (haciendo equipo con Leire Olaberria y Ane Usabiaga)
- 2.ª en el Campeonato de España Puntuación

2011
- Campeonato de España Contrarreloj

## Resultados en Grandes Vueltas y Campeonatos del Mundo
Durante su carrera deportiva ha conseguido los siguientes puestos en las Grandes Vueltas femeninas y en los Campeonatos del Mundo en carretera:
| Carrera              | 2001 | 2002 | 2003 | 2004 | 2005 | 2006 | 2007 | 2008 | 2009 | 2010 | 2011 | 2012 |
| -------------------- | ---- | ---- | ---- | ---- | ---- | ---- | ---- | ---- | ---- | ---- | ---- | ---- |
| Giro de Italia       | -    | -    | 12.ª | 21.ª | 37.ª | 10.ª | -    | 47.ª | 60.ª | -    | -    | -    |
| Tour de l'Aude       | -    | -    | 12.ª | -    | 55.ª | -    | -    | -    | -    | Ab.  | X    | X    |
| Grande Boucle        | 52.ª | 20.º | 9.ª  | X    | -    | -    | 23.ª | 16.ª | 20.ª | X    | X    | X    |
| Mundial en Ruta      | 37ª  | 32.ª | 30.ª | 15.ª | 61.ª | 49.ª | 72.ª | 56.ª | Ab.  | -    | 25ª  | 35ª  |
| Mundial Contrarreloj | -    | -    | -    | -    | -    | 29ª  | -    | 32ª  | 25ª  | -    | 35ª  | -    |

-: no participa

Ab.: abandono

X: ediciones no celebradas

## Equipos

### Carretera
- Bik-Toscany Sport (2001)
- Pragma-Deia-Colnago (2002)
- Team 2002 Aurora-RSM (2003)
- Team Let's Go Finland (2004)
- Top Girls Fassa Bortolo Raxy Line (2006)
- Menikini-Selle Italia-Gysko (2007)
- Safi-Pasta Zara (2008-2010)
  - Safi-Pasta Zara-Manhattan (2008)[4]
  - Safi-Pasta Zara-Titanedi (2009)
  - Safi-Pasta Zara (2010)
- Lointek (2011-2012)

### Pista
- Cespa-Euskadi (2007-2008)